# 野村邦丸の気分はZUNZUN!
野村邦丸の気分はZUNZUN!（のむらくにまるのきぶんはずんずん）は文化放送で1999年4月5日から2002年10月4日まで放送されていた平日のワイド番組。放送時間は16:00 - 17:50（2001年10月 - 2002年3月は18:30まで）。

## 概要
- この時間帯前番組の「小倉智昭の夕焼けアタックル（月）〜（木）、野村邦丸の夕焼けアタックル 金曜スペシャル（金）」からいくつかコーナーを引き継いでいる。

## パーソナリティ
- 野村邦丸（文化放送アナウンサー）

## 主なコーナー
- 夕日のワンマン
  - スポーツ紙の記事から気になる発言をピックアップ
    - 日替わりコーナー
- 気まぐれコラム お疲れ野村係長
  - 後に邦丸が担当した番組の「がんばれ野村主任」「おきらく野村係長」の原型。「反町く～ん」「藤原くん」も、このコーナーで登場
- 奇問難問 邦丸クイズ
- DoCoMo 邦丸モバイラーズ クラブ
- 東京オン・ザ・ロード
- これからZUNZUN（2001年10月～2002年3月）

## 番組に登場したキャラクター
- 野村肛門ちゃま･･･邦丸本人が「肛門ちゃまの『肛』は『月』(にくづき)に『工場』の『工』」と言っていた。
- DJデブジャン･･･由来は邦丸の体系からと思われる。なお、太田英明アナウンサーが、ピンチヒッターを務めた時は「DJヒデジャン」と名乗っていた。

## 内包番組
- ニュース・パレード
- 川中美幸 人・うた・心
- 都民マイク（本番組終了後、CMなしで放送されたが、2001年10月 - 2002年3月のみ内包）
- ライオンズエキスプレス（2001年10月 - 2002年3月のみ内包）